# Seo Jong-Ho
Seo Jong-Ho, född den 20 juni 1980, är en sydkoreansk landhockeyspelare.
Han tog OS-silver i herrarnas landhockeyturnering i samband med de olympiska landhockeytävlingarna 2000 i Sydney.